# Mark- och miljödomstol
En mark- och miljödomstol (MMD) är i Sverige en särskild domstol som har som huvudsaklig uppgift att handlägga mål och ärenden enligt det som föreskrivs i miljöbalken, fastighetsbildningslagen (1970:988) och plan- och bygglagen (2010:900).

## Historik
Mark- och miljödomstolarna inledde sin verksamhet den 2 maj 2011. De bildades genom en sammanslagning av de förutvarande fastighetsdomstolarna och miljödomstolarna. Till de nya domstolarna fördes också vissa mål och ärenden som tidigare hade handlagts i förvaltningsrätt och hos regeringen.

## Domstolarna
Mark- och miljödomstolarna är inordnade i de allmänna domstolarna.
Följande tingsrätter är mark- och miljödomstolar:
- Umeå tingsrätt
- Östersunds tingsrätt
- Nacka tingsrätt
- Växjö tingsrätt
- Vänersborgs tingsrätt

Mark- och miljödomstols avgöranden får överklagas till Mark- och miljööverdomstolen (MÖD), som är Svea hovrätt, avdelning 6.
Mark- och miljööverdomstolens domar och beslut i mål som har överklagats till mark- och miljödomstolen får som huvudregel inte överklagas. Mark- och Miljööverdomstolen får dock, i annat mål än mål enligt miljöbalken, bestämma att avgörandet får överklagas, om det är av vikt för ledningen av rättstillämpningen att överklagandet prövas av Högsta domstolen.

## Domstolarnas sammansättning
I mark- och miljödomstolarna och Mark- och miljööverdomstolen finns det lagfarna domare och tekniska råd. I mark- och miljödomstolen dömer också särskilda ledamöter.
Ett tekniskt råd ska ha teknisk eller naturvetenskaplig utbildning och erfarenhet av sådana sakfrågor som domstolen prövar. En särskild ledamot ska ha erfarenhet av sådana sakfrågor som faller inom Naturvårdsverkets, Havs- och vattenmyndighetens, Boverkets eller Lantmäteriets verksamhetsområde, av industriell, kommunal eller areell verksamhet eller av frågor om vatten och avlopp.

## Förfarandet
Ett mål eller ärende vid en mark- och miljödomstol inleds genom ansökan om stämning eller ansökan till domstolen eller genom överklagande av beslut meddelat av förvaltningsmyndighet eller kommun.
Rättegångsbalkens regler gäller i huvudsak för handläggningen av de mål där mark- och miljödomstolen är första instans, medan bestämmelserna i lagen (1996:242) om domstolsärenden, med vissa undantag, gäller för handläggningen av mål och ärenden som har inletts genom överklagande till mark- och miljödomstolen.